# Gustav Richter (poslanec Říšské rady)
Gustav Richter (20. února 1857 Drážďany – 2. února 1946 Kremže) byl rakouský politik, na počátku 20. století poslanec Říšské rady.

## Biografie
Vychodil školu a vyučil se malířem. Působil jako komerční rada a rada obchodní komory. Angažoval se v politice jako člen německých politických stran. Byl poslancem Dolnorakouského zemského sněmu. Od roku 1902 zasedal v obecní radě domovské Kremže a předtím v letech 1889–1902 zde byl předsedou místní pobočky tělovýchovné organizace Turnverein.
Na počátku 20. století se zapojil i do celostátní politiky. V doplňovacích volbách roku 1913 získal mandát v Říšské radě (celostátní zákonodárný sbor) za obvod Dolní Rakousy 36. Zvolen byl v březnu 1913 poté, co zemřel poslanec Anton Schlinger. Poslanecký slib složil 15. května 1913. Usedl do poslanecké frakce Německý národní svaz, do které se sloučily německé konzervativně-liberální a nacionální politické proudy. Ve vídeňském parlamentu setrval až do zániku monarchie. K roku 1911 se profesně uvádí jako zemský poslanec a rada obchodní komory.
V letech 1918–1919 zasedal jako poslanec Provizorního národního shromáždění Německého Rakouska (Provisorische Nationalversammlung), nyní za Německou nacionální stranu (DnP).